# Fahrni
Fahrni ist eine Einwohnergemeinde im Schweizer Kanton Bern. Sie gehört zum Verwaltungskreis Thun.

## Geographie

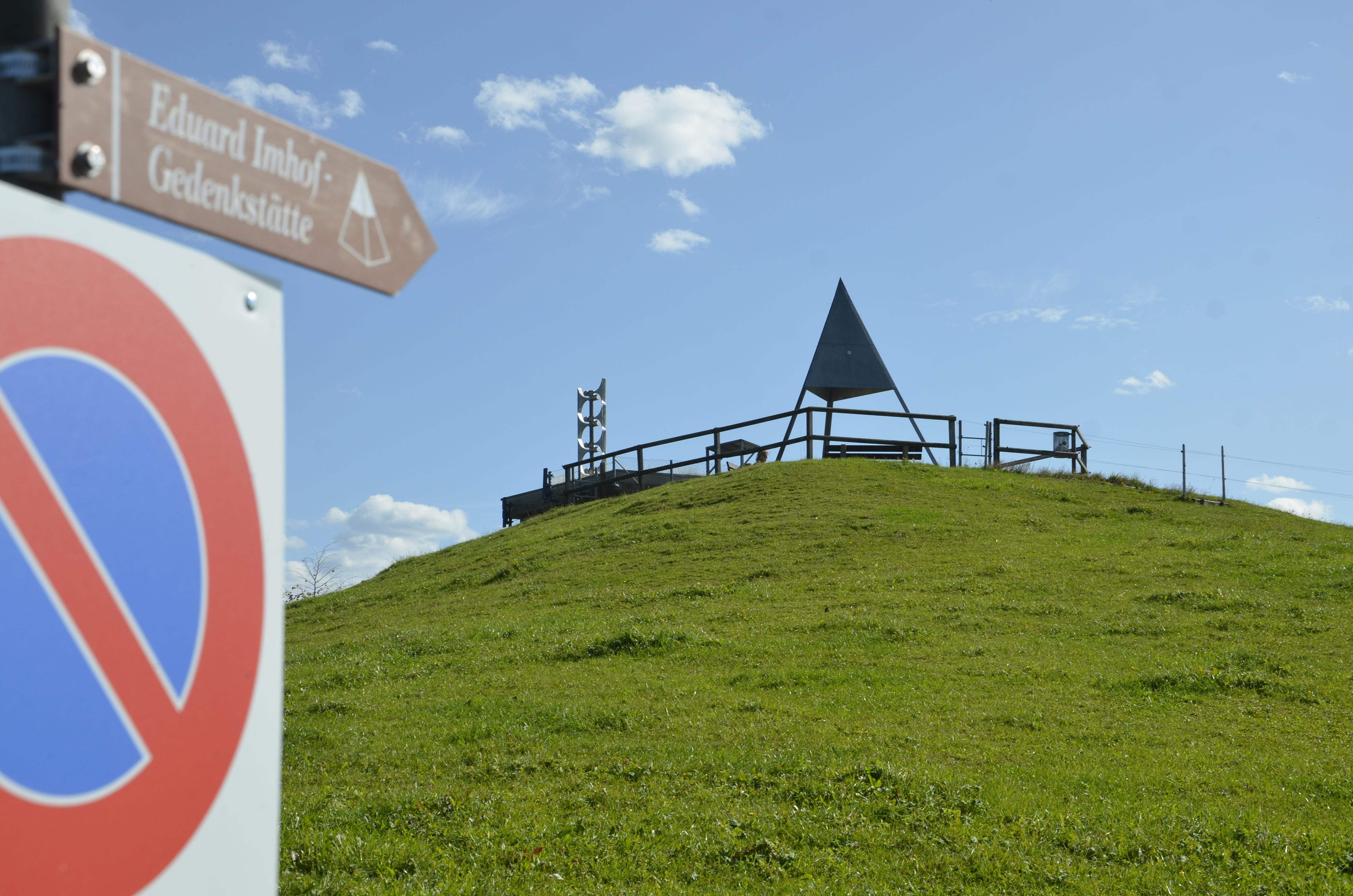
Gedenkstätte zu Ehren Dr. h. c. Eduard Imhof

Der Ort liegt im Hügelgebiet auf den Höhen zwischen dem Rotacher- und dem Zulgtal. Die Gemeinde besteht aus zahlreichen Weilern und Einzelgehöften. Die wichtigsten Siedlungen sind das Dörfli, Äschlisbühl, Bach, Embergboden, Lueg und Rachholtern. Vom gesamten Gemeindeareal von 668 ha werden 68,8 % landwirtschaftlich genutzt. Weitere 25,5 % sind von Wald und Gehölz bedeckt und 4,6 % Siedlungsfläche. Der Gemeinde höchster Punkt bildet der Lueghubel, auf welchem 1999/2000 eine Gedenkstätte in Form einer Vermessungspyramide zu Ehren Eduard Imhofs, heimatberechtigt in Fahrni, errichtet wurde.

## Bevölkerung
Anfang 2005 zählte die Gemeinde 721 Einwohner. Davon waren 708 (= 98,20 %) Schweizer Staatsangehörige und 13 Zuwanderer aus dem Ausland.

## Politik
Gemeindepräsident ist Stefan Althaus (Stand 2025).
Die Stimmenanteile der Parteien anlässlich der Nationalratswahl 2023 betrugen: SVP 54,6 % (−0,7 %), SP 8,4 % (+1,7 %), GPS 8,0 % (−0,5 %), glp 8,0 % (+2,2 %), EDU 7,7 % (+4,9 %), FDP 2,5 % (−1,0 %), Mitte 4,1 % (−5,6 %), EVP 3,3 % (+1,1 %).

## Verkehr
Fahrni ist durch die Buslinien 41–43 der Verkehrsbetriebe STI durch den öffentlichen Verkehr erschlossen.

## Abwasser
Zur Reinigung des Abwassers wurde die Gemeinde an die ARA Thunersee in der Uetendorfer Allmend angeschlossen.